# Салемз Лот (мінісеріал, 2004)
«Салемз Лот» (англ. Salem’s Lot) — американський мінісеріал 2004 року режисера Мікаеля Саломона, знята за однойменним романом Стівена Кінга (в українському перекладі — «Доля Салему»). Фільм знімався в Австралії, в містах штату Вікторія — Кресвік, Мельбурн, Міранда і Вуденд.

## Сюжет
Історія починається з кінця: перебуваючи на лікарняному ліжку, Бен Меєрс розповідає місцевому санітару, як він докотився до такого життя.
Головний герой був успішним письменником і постійно знаходився в пошуках гарячої теми для чергового твору. В дитинстві він пережив незвичайний випадок, пов'язаний з так званим проклятим будинком: по окрузі ходили чутки, що господар викрадає дітей. Цікавість змусила Бена залізти в особняк, і він виразно чув крик про допомогу. В силу юного віку і страху Меєрс залишився осторонь і завжди шкодував, що не зміг тоді захистити невідому жертву маніяка.
Бен вирішує купити той будинок, щоб вивчити його детальніше. На жаль, з'ясовується, що будівля вже пішла з молотка. Незважаючи на провал свого плану, Меєрс не хоче їхати: він все глибше занурюється в таємниці містечка, і з'ясовує, що тут діє зграя вампірів. Смертельно небезпечні пригоди Бена починаються...

## У ролях
| Актор             | Роль                      |
| ----------------- | ------------------------- |
| Роб Лоу           | Бен Меєрс                 |
| Ден Берд          | Марк Петрі                |
| Рутгер Гауер      | Курт Барлоу               |
| Дональд Сазерленд | Річард Страйкер           |
| Джеймс Кромвелл   | священик Дональд Каллаган |
| Андре Брауер      | Метт Берк                 |
| Саманта Метіс     | Сьюзен Нортон             |
| Роберт Маммоне    | доктор Джиммі Коді        |
| Енді Андерсон     | Чарлі Роудс               |
| Роберт Грубб      | Ларрі Крокетт             |
| Стівен Відлер     | шериф Паркінс             |
| Брендан Коуелл    | Дад Роджерс               |
| Пенні Макнемі     | Рут Крокетт               |